# Los girasoles ciegos (película)
Los girasoles ciegos es una película dramática española estrenada en 2008 y dirigida por José Luis Cuerda. Está basada en el libro de relatos homónimo del escritor Alberto Méndez, obra ganadora del Premio de la Crítica de narrativa castellana y del Premio Nacional de Narrativa.

## Reparto
- Maribel Verdú es Elena Vadillo Sánchez.
- Javier Cámara es Ricardo Mazo Torralba.
- Raúl Arévalo es Salvador.
- Roger Príncep es Lorenzo Mazo López.
- Martín Rivas es Eulalio 'Lalo' Peciña.
- Irene Escolar es Elena Mazo López.
- José Ángel Egido  es el rector.
- Ricardo Rico Trigo es Fernández.

## Argumento
Orense, 1940. Cada vez que Elena Vadillo cierra temerosa la puerta de casa, echa la llave de sus secretos. Su marido, Ricardo, amenazado por la persecución ideológica, lleva años escondido en el piso donde conviven con sus hijos, Elenita y Lorenzo. Salvador, un diácono desorientado tras su lucha en el frente, da clases en el colegio donde estudia Lorenzo y comienza a perseguir a Elena, a quien cree viuda. Por otro lado, Lalo y su novia, Elenita, que está embarazada, deben huir del país, ya que él lleva meses en las listas de la policía.

## Comentarios
Su adaptación fue la última colaboración entre el director José Luis Cuerda y el guionista Rafael Azcona, uno de los más destacados del cine español, que falleció en marzo de 2008.
La película se rodó en Arahuetes (Segovia), Madrid y Orense.
El 26 de septiembre de 2008, la Academia de las Artes y las Ciencias Cinematográficas de España la eligió para representar a España en la carrera por el Premio Óscar a la Mejor película extranjera. Las otras dos películas que competían por la representación fueron Siete mesas de billar francés, de Gracia Querejeta, y Sangre de mayo, de José Luis Garci.

## Taquilla
Los girasoles ciegos se estrenó en 192 salas y en cinco semanas se convirtió en una de las películas españolas más taquilleras de 2008 y una de las películas con participación gallega más taquilleras de la historia.
Al final de su carrera comercial, Los girasoles ciegos se situó como la 7.ª película española más taquillera en España en 2008, que fue vista por 710.318 espectadores y recaudó 4.073.176,61 €.

## Premios y nominaciones

### XXIII edición de los Premios Goya
| Categoría                     | Persona                          | Resultado |
| ----------------------------- | -------------------------------- | --------- |
| Mejor película                | Mejor película                   | Nominada  |
| Mejor director                | José Luis Cuerda                 | Nominado  |
| Mejor actriz protagonista     | Maribel Verdú                    | Nominada  |
| Mejor actor protagonista      | Raúl Arévalo                     | Nominado  |
| Mejor actor de reparto        | José Ángel Egido                 | Nominado  |
| Mejor actor revelación        | Martín Rivas                     | Nominado  |
| Mejor guion adaptado          | Rafael Azcona José Luis Cuerda   | Ganadores |
| Mejor música original         | Lucio Godoy                      | Nominado  |
| Mejor fotografía              | Hans Burmann                     | Nominado  |
| Mejor montaje                 | Nacho Ruiz Capillas              | Nominado  |
| Mejor dirección artística     | Balter Gallart                   | Nominado  |
| Mejor dirección de producción | Emiliano Otegui                  | Nominado  |
| Mejor vestuario               | Sonia Grande                     | Nominada  |
| Mejor maquillaje y peluquería | Silvie Ymbert Fermín Galán       | Nominados |
| Mejor sonido                  | Ricardo Steinberg Alfonso Raposo | Nominados |

### Premios Cinematográficos José María Forqué
| Categoría      | Resultado |
| -------------- | --------- |
| Mejor película | Nominada  |

### Medallas delCírculo de Escritores Cinematográficos
| Categoría                 | Persona                        | Resultado |
| ------------------------- | ------------------------------ | --------- |
| Mejor actriz protagonista | Maribel Verdú                  | Nominada  |
| Mejor guion adaptado      | Rafael Azcona José Luis Cuerda | Nominados |
| Mejor fotografía          | Hans Burmann                   | Nominado  |

### Fotogramas de Plata 2008
| Categoría            | Persona       | Resultado |
| -------------------- | ------------- | --------- |
| Mejor actriz de cine | Maribel Verdú | Ganadora  |
| Mejor actor de cine  | Raúl Arévalo  | Nominado  |

### Premios de la Unión de Actores
| Categoría                         | Persona          | Resultado |
| --------------------------------- | ---------------- | --------- |
| Mejor actriz protagonista de cine | Maribel Verdú    | Nominada  |
| Mejor actor protagonista de cine  | Raúl Arévalo     | Nominado  |
| Mejor actor de reparto de cine    | José Ángel Egido | Ganador   |

### Festival Internacional de Cine de Cartagena de Indias (Colombia)
| Categoría                                        | Persona                                          | Resultado |
| ------------------------------------------------ | ------------------------------------------------ | --------- |
| Premio India Catalina de Oro a la Mejor película | Premio India Catalina de Oro a la Mejor película | Nominada  |
| Mejor Dirección                                  | José Luis Cuerda                                 | Ganador   |
| Mejor actor de reparto                           | Roger Príncep                                    | Ganador   |

### Festival de Cine Español de Nantes (Francia)
| Categoría                              | Resultado |
| -------------------------------------- | --------- |
| Premio Julio Verne a la Mejor película | Nominada  |
| Mención Especial del Jurado            | Ganadora  |

### Premios EñE del cine español
| Categoría                                   | Persona          | Resultado |
| ------------------------------------------- | ---------------- | --------- |
| Mejor película                              | Mejor película   | Nominada  |
| Mejor interpretación femenina protagonista  | Maribel Verdú    | Nominada  |
| Mejor interpretación masculina protagonista | Raúl Arévalo     | Nominado  |
| Mejor interpretación masculina de reparto   | José Ángel Egido | Nominado  |